# Guido Casoni
Guido Casoni (Serravalle, 1561 – Serravalle, 30 maggio 1642) è stato un poeta, latinista e giurista italiano.

## Biografia
Di nobile famiglia, nel 1591, per il grave dissesto economico in cui versava dopo la morte del padre, abbandonò la città natale e si trasferì a Venezia dove si inserì nella vivace vita culturale della città. Tornato a Serravalle nel 1594, non interromperà i rapporti con gli amici e i letterati conosciuti nella capitale. Tra questi, è da ricordare Giambattista Marino, con il quale il Casoni strinse un'amicizia "che continuò con sonetti, con lettere scambievoli sino al periodo estremo della vita del Marino" Lo stile concettistico del Casoni fu ammirato e imitato dal Marino e influì su tutta la tradizione marinista.
Dal 1608 al 1610 praticò l'avvocatura a Treviso e imbastì l'opera Veglie d'ingegno.
Benché oscurato dalla gloria dello stesso Marino, fu particolarmente noto e lodato all'epoca per la sua grande erudizione. Il 7 marzo 1619, ad esempio, il doge Antonio Priuli lo nominò cavaliere di San Marco per "l'eruditissimo ingegno nelle opere che ha mandato e manda tutt'hora alle stampe".
Casoni fu un membro autorevole dell'Accademia degli Incogniti e ricoprì un ruolo preminente nella storia dell’istituzione veneziana, di cui fu uno dei primissimi prìncipi: a lui si devono la scelta del nome di Incogniti e la relativa impresa accademica, raffigurante il corso del Nilo accompagnato dal motto «Ex ignoto notus».
Casoni fu noto ai suoi tempi soprattutto per le Odi (1602) e per le composizioni raccolte nel Teatro poetico (1615). Fu autore, tra l'altro, della commedia Il giuoco di Fortuna, della raccolta di sermoni in endecasillabi sciolti Emblemi politici (1632) e di una edizione della Gerusalemme liberata corredata di una vita del Tasso (Venezia, Sarzina, 1625).
Fu sepolto nella chiesa di Santa Giustina a Serravalle.

## Opere poetiche ed in prosa
- L'opere del sig. caualier Guido Casoni, Venezia, presso Tomaso Baglioni, 1626.
- Vita della gloriosa vergine e martire Augusta serravallese (1582) composta in ottava rima.
- Della Magia di Amore, Venezia, Fabio e Agostino Zoppini, 1591. Seguono altre cinque stampe durante la vita dell’autore. La Magia di Amore fu probabilmente l'opera più apprezzata di Casoni, sebbene lui stesso la definisse ancora immatura.
- Ode (ed. princeps nel 1601/1602).
- Ode in morte del Tasso (pubblicata nell'edizione della Gerusalemme liberata stampata dal Sarzina nel 1611).
- La Passione di Christo, 1626. Calligramma le cui dodici strofe riproducono in figura gli strumenti della Passione.
- Ragionamenti interni (opera costituita da sette componimenti tra cui Delle Grandezze di Dio).
- In morte di Fulvia Coloreta (1602-1607 ca.)
- Luccioletta Gentile (1602-1607 ca.)
- Ode in onore della Sacratissima Sindone  (1623 ca. con dedica a Carlo Emanuele I di Savoia).
- Vita di Torquato Tasso (1625).
- Giuoco di Fortuna (commedia, 1626 ca.)
- Emblemi Politici (Venezia, 1632).
- La miseria umana / La umana infelicità (ed. Sarzina, Venezia, 1635, con il patrocinio dell'Accademia).
- Meditazioni divote applicate ai misteri divini e ai Santi, de’ quali si celebra la festa di giorno in giorno per tutto l’anno, del cavalier Guido Casoni, Venezia, Paolo Baglioni, 1636.
- Le lagrime d'Erminia (La bella Erminia ...), (compare nell'edizione de Il Teatro Poetico stampata da Angelo Righettini nel 1615 e 1619) inserita nel testo musicale di Biagio Marini, e di Giovanni Rovetta.